# Liste de rois du Tibet

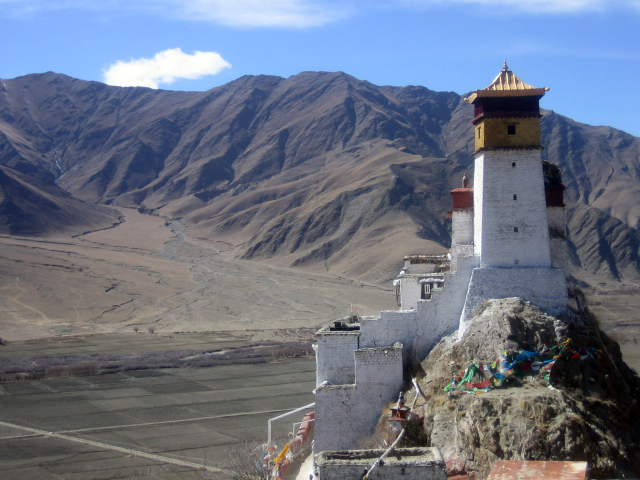
Yumbulagang, palais tibétain de la dynastie Yarlung.

Cet article décrit la liste des rois du Tibet de la dynastie Yarlung. Cette dynastie héréditaire débuta avec le 1er roi Nyatri Tsanpo en 127 avant l'ère chrétienne dans la période prébouddhiste. Le bouddhisme apparu pendant le règne du 28e roi Lha Thothori du IVe siècle au Ve siècle.
Elle participera avec le 33e roi Songtsen Gampo au VIIe siècle, à la première vague de l'introduction du bouddhisme, ayant mené au développement du bouddhisme tibétain et le vajrayana de Guru Padmasambhava avec le 38e roi Tri Song Deutsen et sa femme Yeshe Tsogyal. Le Tibet mit en place une politique impérialiste qui unifiera différents pays du plateau du Tibet et au-delà. À son apogée, le Tibet était l'empire le plus puissant d'Asie, et il comprenait les régions des empires chinois, abbasside, ouïghour, et le nord de l'Inde pendant le règne du 41e roi Tri Rapalchen.
Elle se termine après Lang darma (r.841-842) tué par son frère Rapalchen en 838, opposé au bouddhisme, et l'ère de la fragmentation qui redivisera le Tibet en différents royaumes indépendants : Par exemple, Royaume de Ngari et Royaume de Gugé à l'Ouest; Ü et Tsang au centre; Royaume de Dergé et beaucoup des autres à l'Est dans Dokham. Ces royaumes du Tibet ont été réunifiés en 1642, puis proscrits dans un traité de 1677 avec la Chine dans lequel la nation tibétaine était définie par le plateau tibétain, et plus tard identifiée de manière interne comme les trois régions de U-Tsang, Amdo et Kham.

## Histoire
L'année d'intronisation du 1er roi tibétain Nyatri Tsenpo, dont le règne débuta en l’an -127 au IIe siècle av. J.-C., marque la première année du calendrier tibétain. C'est donc en l'honneur du 1er roi du Tibet qu'est célébré le nouvel an tibétain, le Losar. Le premier bâtiment tibétain, Yumbulagang, aurait été érigé pour le roi Nyatri Tsenpo près de la rivière Yarlung Tsangpo. 
Les rois du Tibet étaient plus précisément des tsenpos en tibétain, ou des chefs d'alliances de chefs de moindre importance. Cette nomenclature a perduré pendant toute la période de l'empire. Les souverains originaux étaient les chefs, eux-mêmes, d'un territoire d'étendue limitée de la vallée du Yarlung. Les trois rois du Dharma furent les 33e, 38e et 41e souverains (Songtsen Gampo, Trisong Detsen et Tri Ralpachen). Le premier d'entre eux, Songtsen Gampo, unifia le Tibet (les 2 provinces de l'Ü-Tsang, du Kham) et fonda l'Empire du Tibet en l'étendant à des régions voisines, telles que l'Amdo), notamment par la création d'une langue et d'une écriture communes pour traduire et diffuser le bouddhisme.
La dynastie des Empereurs du Tibet arriva presque à sa fin lorsque Langdarma de religion bön, la religion traditionnelle tibétaine, et, opposé au bouddhisme, se fit assassiner par Lhalung Pelgyi Dorje, un moine bouddhique en 842, et aboutissant à un premier morcellement entre ses deux fils de l'Empire, avec Yumten dans l'U-Tsang et Ösung au Ngari.

## Liste des rois de la dynastie Yarlung
| Ordre | Nom | Naissance et mort            |
| ----- | --- | ---------------------------- |
| 1     | Nyatri Tsenpo (tibétain : གཉའ་ཁྲི་བཙན་པོ་, Wylie : gNya'-khri bTsan-po, THL : nyatri tsenpo)                                          | (-127-) IIe siècle av. J.-C. |
| 2     | Mutri Tsenpo (nl) (Mu-khri btsan-po)                                                                                               |                              |
| 3     | Dingtri Tsenpo (nl) (Ding-khri btsan-po)                                                                                           |                              |
| 4     | Sotri Tsenpo (nl) (So-khri btsan-po)                                                                                               |                              |
| 5     | Mertri Tsenpo (nl) (Mer-khri btsan-po)                                                                                             |                              |
| 6     | Dakrri Tsenpo (nl) (gDags-khri btsan-po)                                                                                           |                              |
| 7     | Siptri Tsenpo (nl) (Srib-khri btsan-po)                                                                                            |                              |
| 8     | Drigum Tsenpo (tibétain : གྲི་གུམ་བཙན་པོ, Wylie : gri gum btsan po, THL : dri gum tsenpo)                                              |                              |
| 9     | Chatri Tsenpo (nl) (Bya-khri btsan-po)                                                                                             |                              |
| 10    | Esho Lek (nl) (E-sho legs) |                              |
| 11    | Desho Lek (nl) (De-sho legs) |                              |
| 12    | Tisho Lek (nl) (Thi-sho legs) |                              |
| 13    | Guru Lek (nl) (Gu-ru legs) |                              |
| 14    | Trongzhi Lek (nl) (vBrong-zhi legs)                                                                                                |                              |
| 15    | Isho Lek (nl) (I-sho legs) |                              |
| 16    | Zanam Zindé (tibétain : ཟ་ནལ་ཟིན་ལྡེ།, Wylie : za nal zin lde, THL : zanal zindé)                                                     |                              |
| 17    | Detrul Namshungtsen (nl) (Lde-vphrul nam-gzhung btsan)                                                                             |                              |
| 18    | Senöl Namdé (nl) (Se-snol gnam-lde)                                                                                                |                              |
| 19    | Senöl Podé (nl) (Se-snol po-lde)                                                                                                   |                              |
| 20    | Senöl Nam (nl) (lDe-snol nam) |                              |
| 21    | Senöl Po (nl) (lDe-snol po) |                              |
| 22    | Degyel Po (nl) (lDe-rgyal po) |                              |
| 23    | Detrin Tsen (nl) (lDe-sprin btsan)                                                                                                 |                              |
| 24    | Tori Longtsen (nl) (To-ri long-btsan)                                                                                              |                              |
| 25    | Tritsen Nam (nl) (Khri-btsan nam)                                                                                                  |                              |
| 26    | Tridra Pungtsen (nl) (Khri-sgra dpung-btsan)                                                                                       |                              |
| 27    | Tritog Jetsen (nl) (Khri-thog rje-btsan)                                                                                           |                              |
| 28    | Lha Thothori Nyantsen (tibétain : ལྷ་ཐོ་ཐོ་རི་གཉན་བཙན་, Wylie : Lha tho-tho-ti gnyan-btsan, THL : Lha Thothori Nyantsen)               | Ve siècle                    |
| 29    | Trinyen Zungtsen (nl) (tibétain : ཁྲི་གཉན་གཟུངས་བཙན, Wylie : Khri-gnyan gzungs btsan, THL : Trinyen Songtsen)                         |                              |
| 30    | Drongnyen Deu (vBrong-gnyan ldevu)                                                                                                 |                              |
| 31    | Tagbu Nyasig (sTag-ri gNyan-gzigs), appelé ailleurs Mülong Könpa Tashi (dMus-long dkon-pa bkra-gshis)                              | 579-619                      |
| 32    | Namri Songtsen (gNam-ri Srong-btsan)                                                                                               | 601-629                      |
| 33    | Songtsen Gampo (Srong-btsan sgam-po)                                                                                               | 609-650                      |
| 34    | Gungri Gungtsen (Gung-ri gung-btsan)                                                                                               | 638-655                      |
| 35    | Mangsong Mangtsen (Mang-srong mang-btsan)                                                                                          | 653-679                      |
| 36    | Düsong Mangpojé (vDus-srong mang-po-rje)                                                                                           | 679-704                      |
| 37    | Tridé Tsuktsen (Khri-lde gtsug-brtan / Mes Ag-tshom)                                                                               | 680-743                      |
| 38    | Trisong Detsen (Khri-srong lDe-btsan)                                                                                              | 730-797                      |
| 39    | Muné Tsenpo (Mu-ne btsan-po) | 762-786                      |
| 40    | Sadnalegs (Mutik Tsenpo (Mu-tig btsan-po) n'a pas régné)                                                                           | ?-815                        |
| 41    | Tri Ralpachen | 806-838                      |
| 42    | Langdarma | 803-842                      |
| -     | Division territoriale de ses fils sous l'ère de la fragmentation : Yumten (U-Tsang) et Ösung (territoires de l'ouest avec le Ngari |                              |

### Vice-roi du Tibet ou roi de Bailan
Ils sont issus du clan Khön de Sakya.
| Ordre | Nom | Naissance et mort | intronisation |
| ----- | --- | ----------------- | ------------- |
| 1     | Chakna Dorjé (tibétain : ཕྱག་ན་རྡོ་རྗེ།, Wylie : phyag na rdo rje, THL : chakna dorjé)                                                                                     | 1239 — 1267       | 1260          |
| 2     | Sönam Sangpo (zh) (tibétain : བསོད་ནམས་བཟང་པོ, Wylie : bsod nams bzang po, THL : Sönam Sangpo)                                                                          |                   | 1321          |
| 3     | Künga Legpe Chungne Gyeltshen Pel Sangpo (de) (tibétain : ཀུན་དགའ་ལེགས་པ´ཨི་´བྱུང་གནས་རྒྱལ་མཚན་དཔལ་བཟང་པོ, Wylie : kun dga' legs pa´i ´byung gnas rgyal mtshan dpal bzang po) | 1308 — 1341       | ?             |
| 4     | Dragpa Gyeltshen (zh) (tibétain : གྲགས་པ་རྒྱལ་མཚན, Wylie : grags pa rgyal mtshan, THL : drakpa gyaltsen)                                                                 |                   | ?             |

## Liste des rois de la dynastie Phagmodrupa
Dynastie Phagmodrupa sur le Tibet central (Ü-Tsang, puis Ü uniquement lors de la dynastie Tsangpa).
| Ordre | Nom | Règne       |
| ----- | --- | ----------- |
| 1     | Tai Situ Changchub Gyaltsen tibétain : ཏའི་སི་ཏུ་བྱང་ཆུབ་རྒྱལ་མཚན, Wylie : ta'i si tu byang chub rgyal mtshan, THL : té situ changchub gyaltsen | (1302-1364) |
| 2     | Desi Shakya Gyaltsen | (1340-1373) |
| 3     | Desi Drakpa Changchub | (1356-1386) |
| 4     | Desi Sonam Drakpa | (1359-1408) |
| 5     | Gongma Drakpa Gyaltsen | (1374-1432) |
| 6     | Gongma Drakpa Jungne | (1414-1446) |
| 7     | Gongma Kunga Lekpa | (1433-1483) |
| 8     | Gongma Ngagi Wangpo | (1439-1491) |
| 9     | Gongma Ngawang Tashi Drakpa (en) | (1488-1564) |
| 10    | Gongma Drowai Gonpo | (1508-1548) |
| 11    | Gongma Ngawang Drakpa | (-1579?)    |
| 12    | Kagyud Nampar Gyalwa (en) | (-1600)     |
| 13    | Mipham Sonam Wangchuk Drakpa Namgyal Palzang (en)                                                                                        |             |

## Liste des rois de la dynastie Rinpungpa
Dynastie Rinpungpa qui a dominé la majorité de la partie occidentale du Tibet central (Tsang).
| Ordre | Nom                  | Règne         |
| ----- | -------------------- | ------------- |
| 1     | Norzang              | (1440-1466)   |
| 2     | Kunzang              | (1466-1479)   |
| 3     | Donyo Dorje          | (c.1479-1512) |
| 4     | Ngawang Namgyal      | (1512-1550)   |
| 5     | Dondup Tseten Dorje  | (1550-?)      |
| 6     | Ngawang Jigme Drakpa | (?-1565)      |

## Liste des rois de la dynastie des Tsang
Dynastie des Tsang sur le Tsang, affilié au karmapa et brièvement l'Ü à la fin de la dynastie.
| Nom                                         | Règne           |
| ------------------------------------------- | --------------- |
| Karma Tseten Dorje                          | (1565 — 1599)   |
| Karma Thutob Namgyal Khunpang Lhawang Dorjé | (1586 — 1610) ? |
| Karma Tensung Wangpo                        | (1599 - 1611)   |
| Karma Phuntsok Namgyal                      | (1618 — 1620    |
| Karma Tenkyong Wangpo                       | (1621-1641)     |

## Liste des rois Qoshots-Oïrats
Les Qoshots-Oïrats, venus du Khanat dzoungar, contrôlent militairement le Tibet à partir de 1642. Ils placent le dalaï-lama comme chef spirituel et temporel du Tibet qui en retour leur confie le pouvoir militaire.
La dynastie Qing, à partir de 1720, règne sur le Tibet, des Ambans contrôlent pour l'Empereur le choix du dalaï-lama, à la place des Qoshots, puis, à partir de 1792, en utilisant le tirage au sort via une urne d'or.
| Ordre | Nom                  | Règne                      |
| ----- | -------------------- | -------------------------- |
| 1     | Güshi Khan           | (1640 — 1655)              |
| 2     | Dayan Otschir Khan   | (1655 — 1668)              |
| 3     | Dalai Khan           | (1668 — 1697)              |
| 4     | Tenzin Wangchuk Khan | (1697 — 1703)              |
| 5     | ?                    | (1703 — 1705)              |
| 6     | Lhazang Khan         | (1705 — 1717)              |
| 7     | Tsewang Rabtan       | (1717 — 24 septembre 1720) |